# Árni Vilhjálmsson
Árni Vilhjálmsson, född 9 maj 1994 i Reykjavik, är en isländsk fotbollsspelare som spelar för saudiska Al-Taraji.

## Karriär
I januari 2017 värvades Vilhjálmsson av Jönköpings Södra IF, där han skrev på ett treårskontrakt. Vilhjálmsson debuterade i Allsvenskan den 3 april 2017 i en 2–1-förlust mot Örebro SK. Den 7 augusti 2018 lämnade han klubben.
I september 2018 värvades Vilhjálmsson av polska Termalica Nieciecza. I februari 2019 lånades han ut till ukrainska Tjornomorets Odessa. I september 2019 bröt han sitt kontrakt med Termalica Nieciecza. I november 2019 värvades Vilhjálmsson av ukrainska Kolos Kovalivka.
I mars 2021 återvände Vilhjálmsson till Breiðablik, där han skrev på ett tvåårskontrakt. Den 28 januari 2022 värvades Vilhjálmsson av franska Ligue 2-klubben Rodez, där han skrev på ett kontrakt fram till 2024. I juni 2022 lämnade Vilhjálmsson klubben.
I februari 2023 gick Vilhjálmsson till litauiska FK Žalgiris. I december 2023 gick han till italienska Serie C-klubben Novara. I oktober 2024 gick Vilhjálmsson till saudiska Al-Taraji.